# オレゴン・バッハ音楽祭

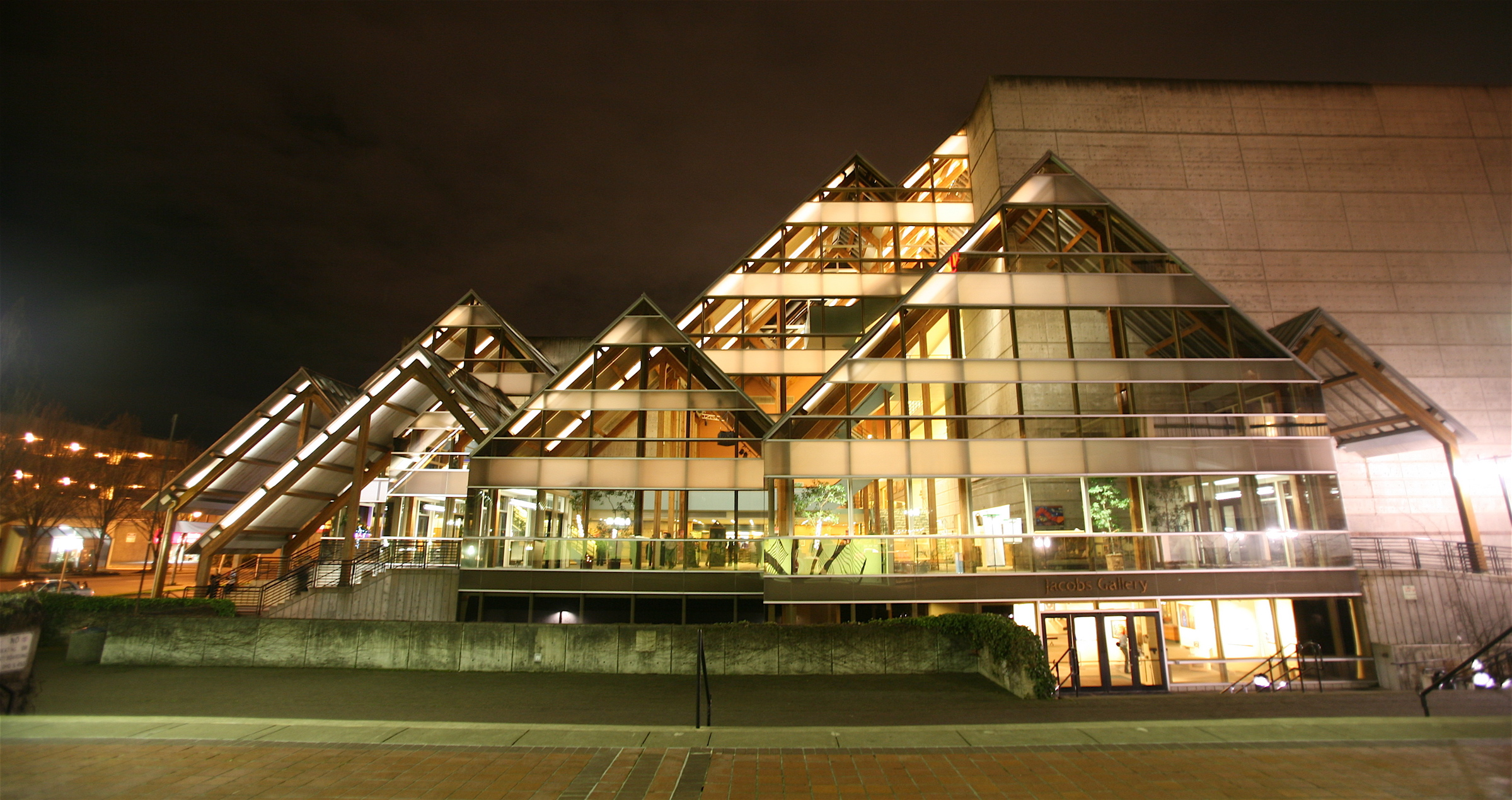
ハルト舞台芸術センター

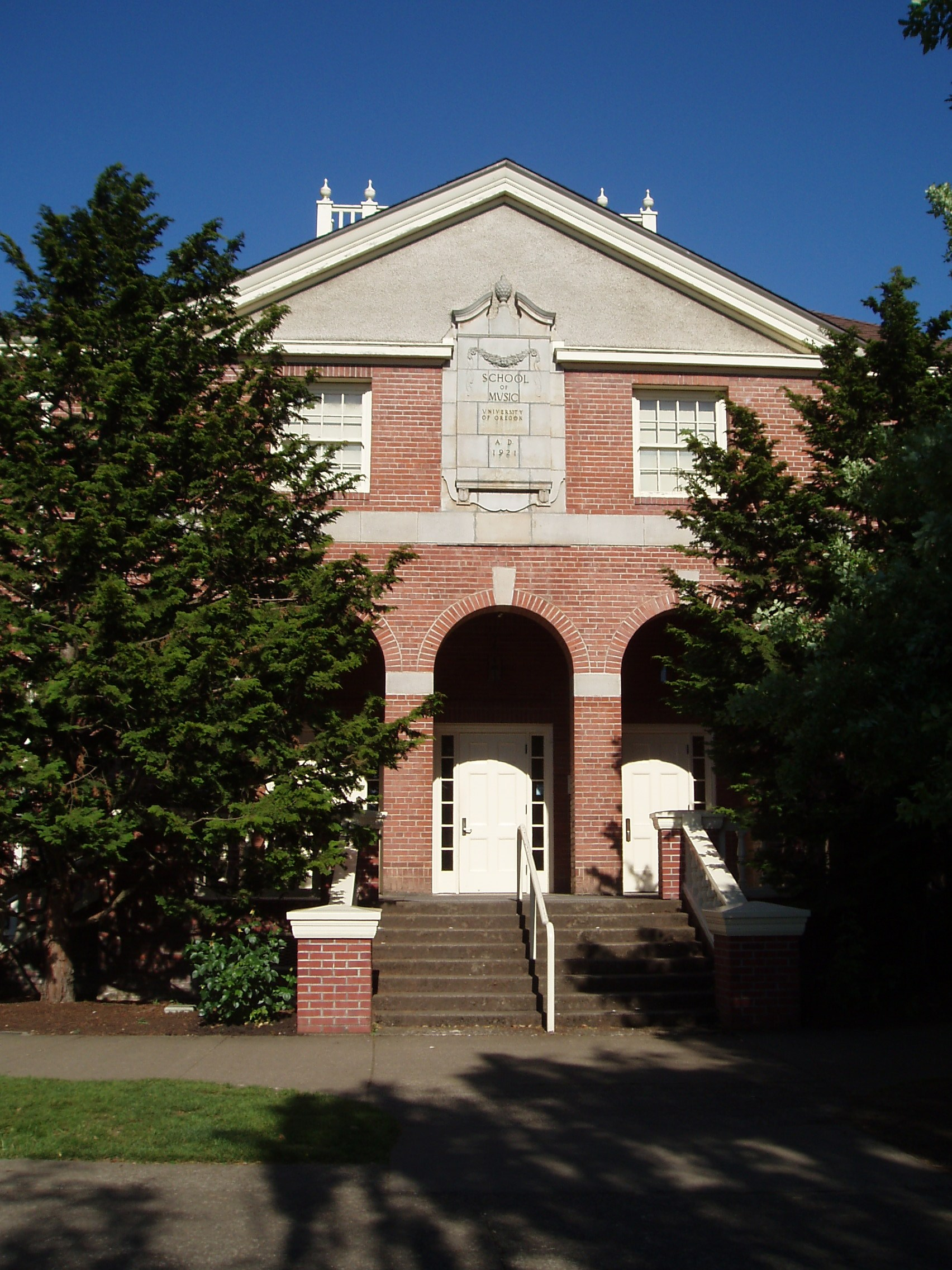
ベル劇場（オレゴン大学）

オレゴン・バッハ音楽祭（英語: Oregon Bach Festival）は、アメリカ合衆国のオレゴン州ユージーンで毎年6月下旬から7月上旬に開かれる音楽祭である。

## 概要
音楽祭のプログラムは3つの柱から成り立っている。まずゲストの演奏家によるコンサートで、これまでにボビー・マクファーリン、フレデリカ・フォン・シュターデ、ヨーヨー・マ、五嶋みどり、サラ・チャン、クロノス・クァルテット、ザ・ファイヴ・ブラウンズ、P. D. Q. バッハが出演した。次に合唱とオーケストラのための作品の委嘱初演である。最後に教育活動で、世界各地から参加者を集めてのマスタークラスを開催している。
音楽祭はオレゴン大学の支援を受けており、会場にはハルト舞台芸術センターとオレゴン大学内のベル劇場が使用される。コンサートの模様はミネソタ公共ラジオで中継される。

## 歴史
音楽祭は1970年にヘルムート・リリングを芸術監督に創設された。リリングのもと、ヨハン・ゼバスティアン・バッハのカンタータ、ミサ曲、受難曲が次々と演奏され、1985年のバッハ生誕300年祭ではヨハネ受難曲、マタイ受難曲、ミサ曲 ロ短調、6つのブランデンブルク協奏曲が演奏された。またバッハの作品だけでなく、バッハにインスパイアされた作品も演奏されるようになった。

### 初演作品
- フェリックス・メンデルスゾーン『ボストンから来たおじさん』（再発見原稿による世界初演）
- ステファン・パウルス『弦楽のための交響曲』
- アルヴォ・ペルト『連祷（リタニ）』
- オスバルド・ゴリホフ『オケアナ』
- クシシュトフ・ペンデレツキ『クレド』
- 譚盾『聖ヨハネによる水の受難曲』（アメリカ初演）
- スヴェン＝ダーヴィド・サンドストレム『メシア』